# Малево (Хасковська область)
Ма́лево (болг. Малево) — село в Хасковській області Болгарії. Входить до складу общини Хасково.

## Населення
За даними перепису населення 2011 року у селі проживали 1179 осіб.
Національний склад населення села:
| Національність   | Кількість осіб | Відсоток |
| ---------------- | -------------- | -------- |
| болгари          | 1116           | 97,1%    |
| цигани           | 11             | 1,0%     |
| турки            | 8              | 0,7%     |
| інша             | 8              | 0,7%     |
| не визначились   | 6              | 0,5%     |
| Всього відповіли | 1149           |          |

Розподіл населення за віком у 2011 році:
Динаміка населення: